# トレントニアン (コルベット)
トレントニアン (HMCS Trentonian) はカナダ海軍のコルベット。改フラワー級。

## 名前
オンタリオ州トレントンからそこにちなんだ名前の艦を要望されたが、「トレントン」は既に存在したアメリカ巡洋艦「トレントン」と同名となるため、代わりに「Trentonia」が選ばれた。しかし、艦名候補リストのタイプの際に誤って「Trentonian」とされた。誤りが発覚したときにはすでに変更不可能となっており、この名前をトレントン側も受け入れた。

## 艦歴
オンタリオ州キングストンのキングストン造船で建造。1943年2月19日起工。同年9月1日に進水し、12月1日にWillliam Edward Harrison大尉の指揮下で就役した。
「トレントニアン」はモントリオールを経て12月10日にケベック・シティーに着いた。艦内が冷え込むという問題が発生したが、排気ファンが逆向きに取り付けられいて冷気が艦内に取り込まれるようになっていたのが原因であった。その後、ハリファックスを経て最終艤装のためリバプールへ向かった。
1944年3月15日、「トレントニアン」はニューヨークからリバプールへ向かっていたHX283船団に加わるよう命じられた。4月3日、「トレントニアン」は氷で損傷して潜航不能となったイギリス潜水艦「P-223」の護衛に派遣された。「トレントニアン」は4月4日に「P-223」を見つけ、同艦をArgentiaまで護衛した。その後、ハリファックスで新しいレーダーや追加の機関砲が搭載された。
4月23日、コルベット「Lindsay」、「Louisburg」とともにハリファックスからイギリスへ向けて出航。5月1日にロンドンデリーに着いた。
「トレントン」はネプチューン作戦に参加し、防波堤として沈められる船の集団と共に5月31日にノルマンディーへ向かった。6月7日にノルマンディー沖に到着し、以後はイギリス・フランス間の船団護衛などに従事した。その間、「トレントン」はイギリスからフランスへ燃料のパイプラインや通信ケーブルを敷設する極秘のPLUTO計画にかかわった。6月12日朝に「トレントン」はケーブル敷設「Monarch」、「St. Margaret」、ケーブルバージ「Norman」と会合し、それらを護衛した。「トレントン」と「Monarch」のみとなっていた6月13日未明に同士討ち事件が発生。2隻はアメリカ駆逐艦「Plunkett」に攻撃され、「Monarch」は被害を受けた。9月11日には「トレントニア」はアイリッシュ海でEBC100船団護衛中に漂流する大型のオイルバージ2隻と遭遇し、それを曳航した。バージを繋ぐために停船した際、「トレントニアン」は流されて機雷原に入ってしまったが、無事抜け出すことができた。11月には、フランス沖で沈めて埠頭とするための大型のコンクリートブロックを曳船「Saucy」、「Hesperia」が曳航する際の護衛を務めたが、そのブロックは途中で沈んでしまった。
1945年1月31日、Colin S. Glassco大尉が艦長となった。
2月22日、「トレントニアン」がブリストル海峡からテムズ川へ向かうBTC76船団を単独で護衛中、ファルマス付近でドイツ潜水艦「U1004」の攻撃によりリバティ船「Alexander Kennedy」が被雷。ソナーで捉えた潜水艦を攻撃に向かう際に「トレントニアン」も「U1004」の魚雷1本を受け、沈没した。乗員6名が戦死した。